# Mehar Taluka
Mehar Taluka ou plus simplement Mehar (en ourdou : میہڑ) est une ville pakistanaise située dans le district de Dadu, dans l'ouest de la province du Sind. C'est la deuxième plus grande ville du district, après Dadu. Elle est située à près de 200 kilomètres au sud de Larkana.
La population de la ville a été multipliée par plus de cinq entre 1972 et 2017, passant de 10 143 habitants à 56 000. Entre 1998 et 2017, la croissance annuelle moyenne s'affiche à 3,9 %, bien supérieure à la moyenne nationale de 2,4 %. Selon le recensement de 2023, la population de la ville monte à 67 082 habitants.
|            | 1972 (rec.) | 1981 (rec.) | 1998 (rec.) | 2017 (rec.) | 2023 (rec.) |
| ---------- | ----------- | ----------- | ----------- | ----------- | ----------- |
| Population | 10 143      | 12 645      | 27 042      | 56 000      | 67 082      |